# Falkenberk
Falkenberk (též Starý Falkenburk) je zřícenina hradu na vrchu Sokol v Lužických horách, v katastrálním území Heřmanice v Podještědí města Jablonné v Podještědí v okrese Liberec. Hrad byl pravděpodobně založen na počátku 15. století a ještě před jeho polovinou zanikl. Dochovaly se z něj drobné relikty zdí. Jeho zbytky jsou chráněny jako kulturní památka.

## Název
Jméno hradu vzniklo spojením německých slov Falke (sokol) a Burg (hrad) či Berg (hora). V historických pramenech se název objevuje ve tvarech: in Falkenberg (1415), in Falkenburg (1416), Falckenberg (1423), Ffalkinburg (1427), Falkingerg (1428) a Falckhenwergkh (1454).

## Historie
Zakladatel hradu je nejasný. Podle Augusta Sedláčka jej na počátku 15. století založili Berkové z Dubé, kterým patřily blízké Heřmanice, Kněžice a Petrovice. Možnými zakladateli mohli být přibližně ve stejné době také Vartenberkové. První písemná zmínka o hradu pochází až z roku 1415, kdy se objevil v přídomku Alberta z Donína, který se tehdy označoval jako pán na Falkenburku. Po jeho smrti v roce 1419 hrad zdědil jeho syn Jindřich z Donína, kterému patřilo také grabštejnské panství.

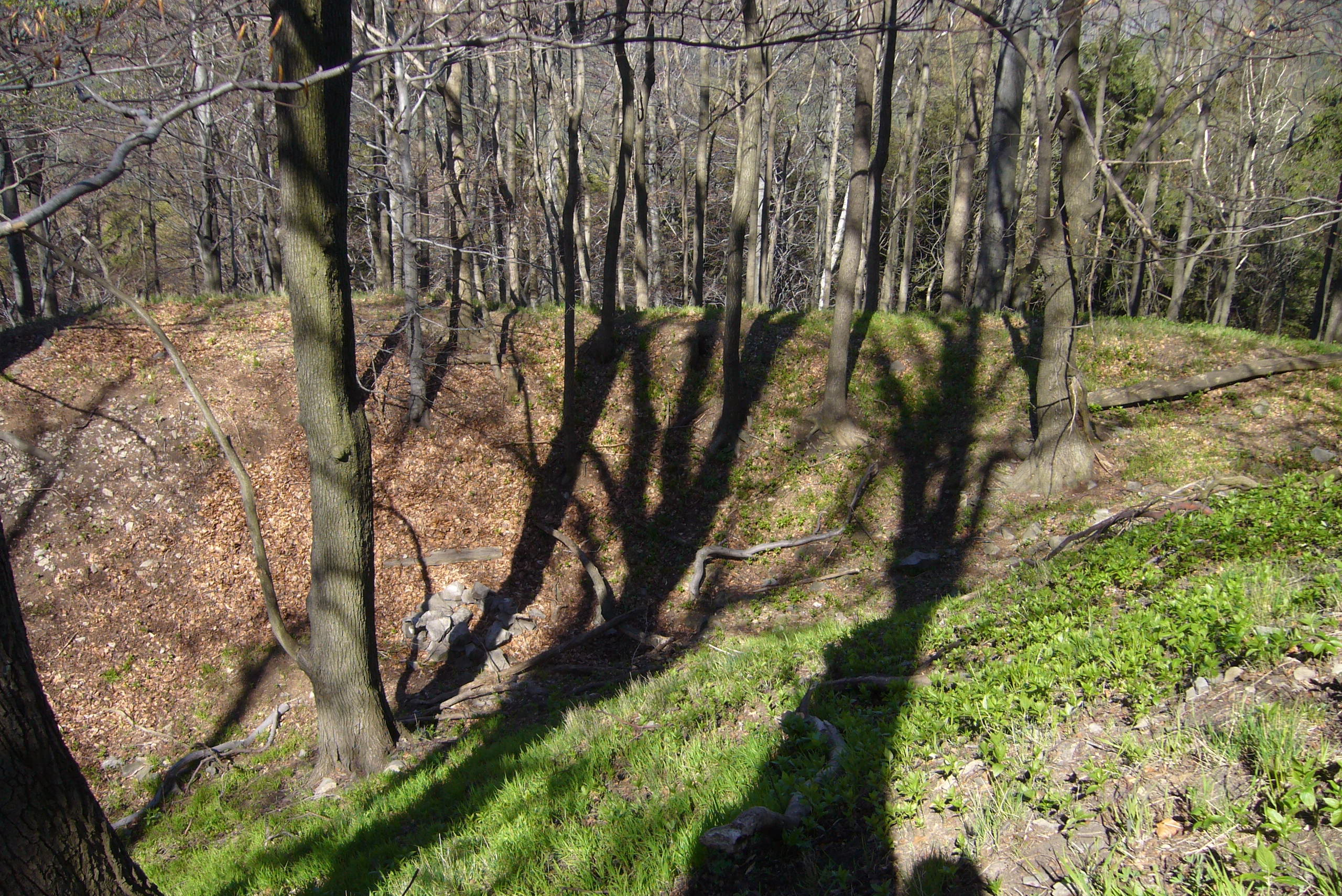
Hradní příkop

Během husitských válek stál Jindřich z Donína na katolické straně. Husitský hejtman Boček z Poděbrad proto roku 1424 plenil grabštejnské panství, ale Falkenburku se vyhnul. Hrad v té době sice patřil Jindřichu z Donína, ale sídlili na něm jacísi Kusíkové, kteří nejspíše plánovali hrad přenechat husitům. Dne 24. července 1424 se proto konal sněm hornolužických stavů, kteří si poté hrad od Kusíků pronajali a umístili na něj posádku padesáti střelců pod vedením hejtmana Baltazara Wuntsche.
Po smrti Jindřicha z Donína hrad po vleklých dědických sporech získal jeho příbuzný Bernart z Donína. Mezitím se však pánem hradu stal neznámým způsobem husitský hejtman Jan Kolúch z Vesce, který z hradu podnikal výpravy do okolí Žitavy. Žitavští se proto na počátku roku 1431 dohodli se Zhořelcem na dobytí hradu, ale ještě než stihli zorganizovat vojenskou výpravu, hrad z neznámých důvodů vyhořel. Podle Tomáše Durdíka a Rudolfa Anděla jej vypálily lužické oddíly.

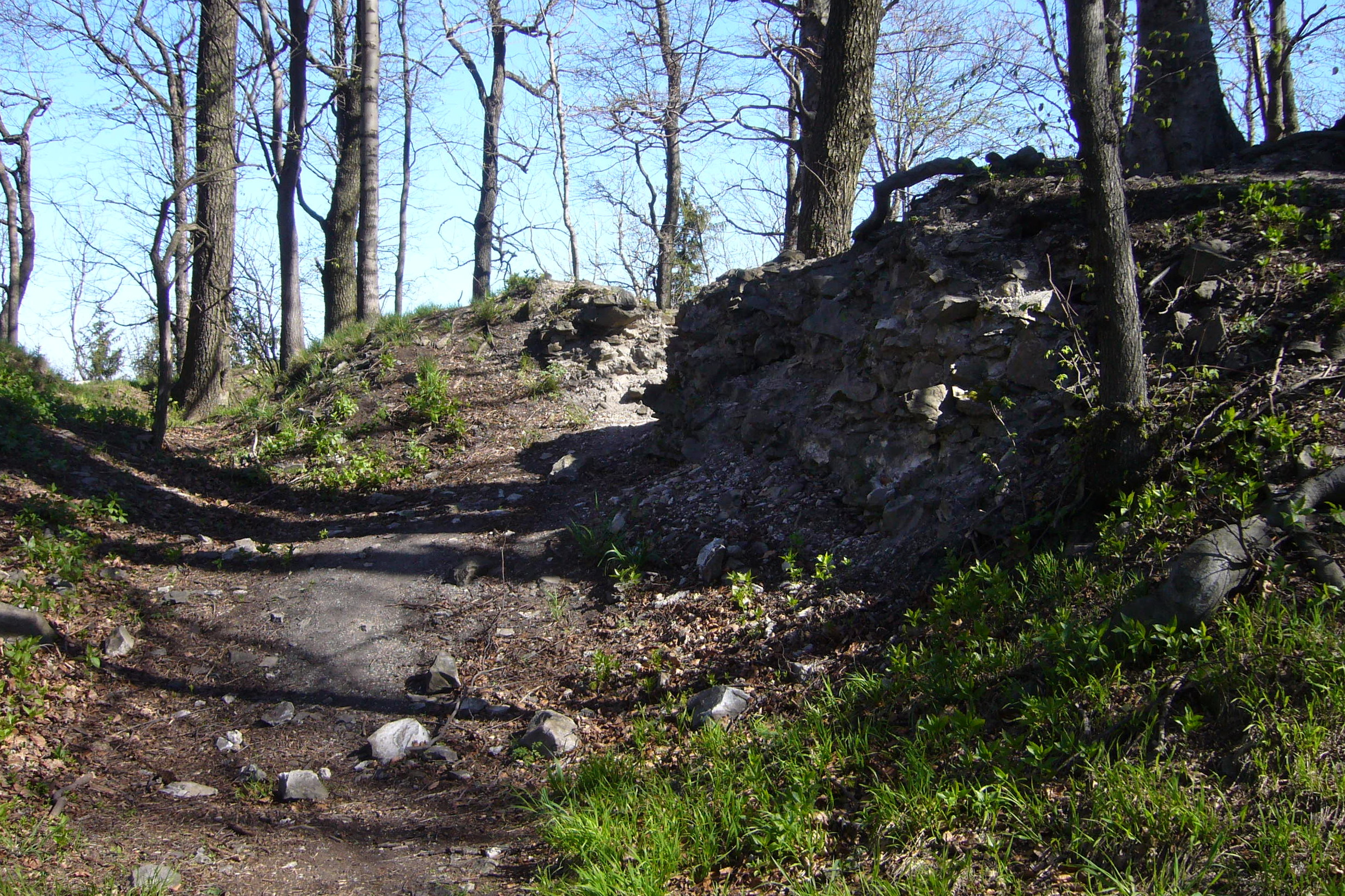
Vyústění novodobé cesty do hradního jádra

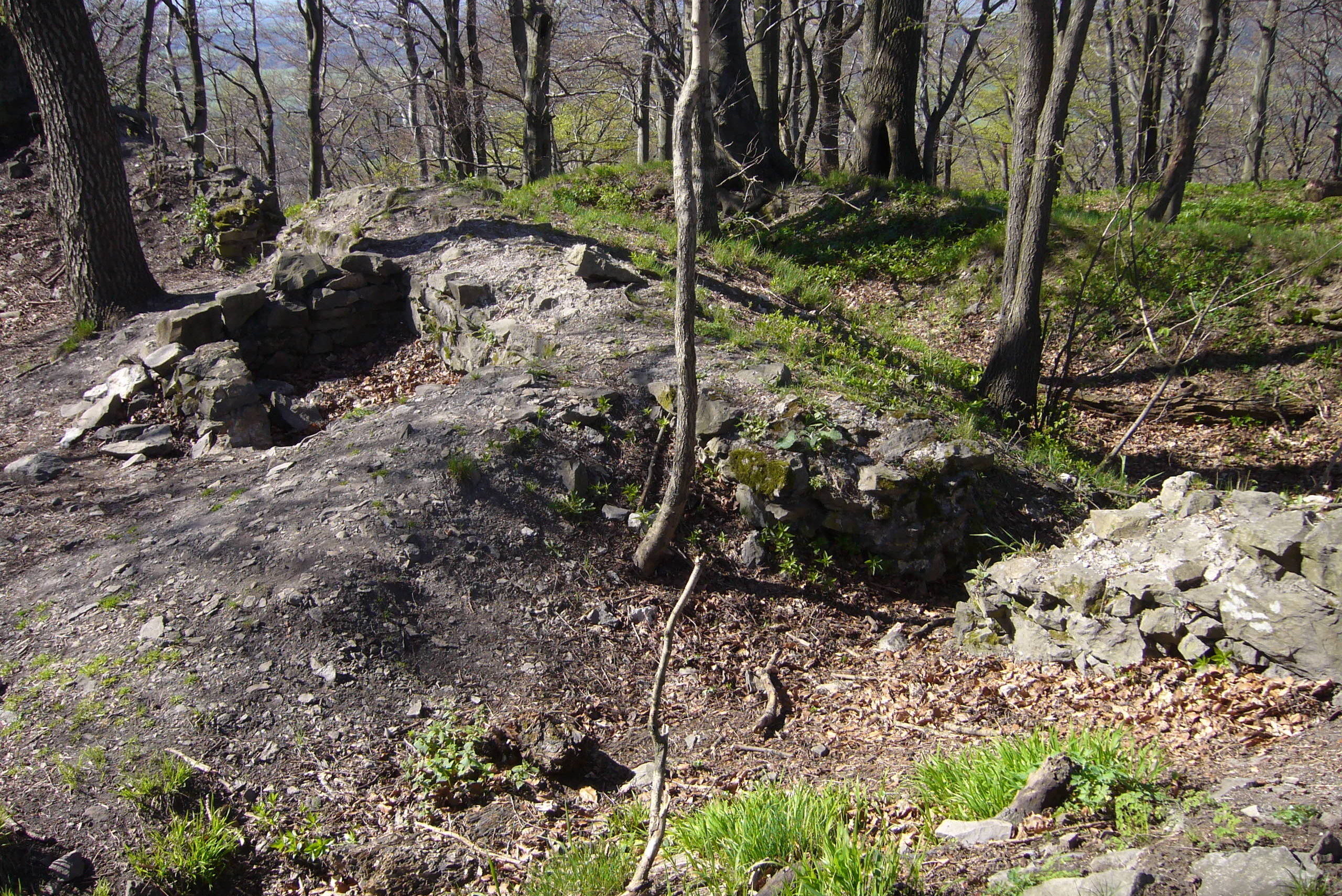
Fragmenty budovy na východní straně hradního jádra

Jan Kolúch nechal hrad do konce roku 1431 opravit. Na konci husitských válek odmítl poslušnost králi Zikmundovi, a král proto Lužičanům nařídil, aby Falkenburk dobyli. Ne však Lužičané uspořádali novou výpravu, hrad znovu vyhořel. Tomáš Durdík uvádí, že poškozený hrad byl navíc pobořen. Podle Augusta Sedláčka hrad po Janu Kolúchovi převzal Mikuláš Sokol z Lamberka, který hrad odkázal svým dcerám. Jedna z nich se provdala za Děpolta z Rýzmburka, který později o hrad vedl spor s Venčem z Donína. Král Ladislav Pohrobek Venčovi roku 1454 potvrdil práva k pobořenému Falkenburku. Hrad byl znovu jako pustý zmíněn ještě roku 1514.
V 16. století byl na okraji Jablonného v Podještědí postaven barokní zámek Nový Falkenburk. Od té doby se začal původní hrad Falkenburk označovat též jako Starý Falkenburk.

## Stavební podoba
Z jednodílného hradu s oválným půdorysem se dochovaly pozůstatky zemního opevnění a drobné zbytky zdiva poškozené novověkými úpravami. Staveniště chránil okružní příkop, před kterým se nachází val. Vlastní hrad byl opevněn obvodovou hradbou, ze které zůstaly jen fragmenty. Ve východní části hradu stávala rozměrná čtverhranná budova, zatímco na západní straně se nachází prohlubeň, která může být pozůstatkem cisterny.
Příkop byl částečně vylámaný ve skále a dochované široké dno vzniklo jeho částečným zasypáním. Novodobá přístupová cesta je proražena valem na dno příkopu, po kterém stoupá a obchází celý hrad směrem k severovýchodu, kde ústí na plochu hradního jádra.